# Monument aux héros de l'Armée noire
Le Monument aux héros de l'Armée noire est un groupe monumental en bronze érigé à la fois Bamako et à Reims en 1924 pour rendre hommage aux tirailleurs sénégalais qui ont défendu la ville de Champagne pendant la Première Guerre mondiale.
L'œuvre originale est due au sculpteur Paul Moreau-Vauthier (1871-1936) et à l’architecte Auguste Bluysen (1888-1951). Il était constitué d’un piédestal en granit rapporté d’Afrique, en forme de tata — une fortification d'Afrique de l'Ouest —, sur lequel étaient gravés les noms des principales batailles dans lesquelles les troupes africaines avaient été engagées. Sur ce piédestal figurait un groupe en bronze représentant quatre soldats africains du Corps d'armée colonial rassemblés derrière un officier blanc portant le drapeau français.
Une réplique du monument est érigée à Bamako la même année. Le monument rémois est déposé par l'occupant allemand en septembre 1940, puis détruit. Après avoir été remplacé par une stèle en 1958, un nouveau monument, œuvre de Jean-Marc Maya-Perez, fut érigé en 1963 au même emplacement. En 2013, une copie en bronze d'après le groupe original de Moreau-Vauthier, sur un piédestal différent, fut érigé, non loin de là, au parc de Champagne.

## Contexte historique
Durant la Première Guerre mondiale, ce sont près 200 000 soldats noirs de l'Afrique-Occidentale française qui se battent dans l'armée française, dont plus de 135 000 sur le front européen. Environ 15 % d'entre deux, soit 30 000 soldats, y ont trouvé la mort.
Début 1918, après la stabilisation du front, le 1er corps d'armée colonial commandé par le général Émile Mazillier, venu occuper le secteur de Reims, avait investi le fort de la Pompelle et considérablement renforcé sa protection en aménageant une ligne de défense. Le 27 mai, les Allemands lancent une offensive mais les deux piliers de la défense de la ville, la cote 240 et le fort de la Pompelle résistent. Le 9 juin, les Allemands tentent de prendre pied sur la montagne de Reims mais se voient opposer la résistance des tirailleurs ainsi que des troupes de marine. Les troupes coloniales s'illustrent de nouveau le 15 juillet en résistant à l'offensive Friedensturm dont le général Ludendorff avait fait de la prise de Reims le pivot. Des combats violents opposent encore les défenseurs de la ville aux Allemands en août 1918 avant un recul des troupes allemandes le 6 octobre.

## Le monument original par Moreau-Vauthier à Reims et Bamako (1924)
Après guerre, une souscription des communes de France et des Amis des Troupes Noires est lancée par un comité présidé par le général Archinard (1850-1932), ancien commandant supérieur du Soudan, et dont Blaise Diagne (1872-1934), député du Sénégal est vice-président, pour construire un monument pour rendre hommage aux soldats noirs qui ont combattu pendant la Première Guerre mondiale. Deux villes sont choisies pour ériger ce monument, Bamako, alors capitale du Soudan français et Reims où les troupes coloniales se sont illustrées dans la défense de la ville en 1918. Les Pommery offrent un terrain de 170 m2, à l’angle du Boulevard Henri-Vasnier et de la route de Châlons.
La réalisation du monument est confiée au sculpteur Paul Moreau-Vauthier (1871-1936) et l’architecte Auguste Bluysen (1888-1951).
La première pierre est posée à Reims le 29 octobre 1922 par le ministre de la Guerre, André Maginot qui déclare lors de la cérémonie que la victoire avait lié « la France coloniale à la famille française » et
« aujourd’hui, la France ne compte plus 40 millions de Français, elle compte 100 millions de Français ».
Le monument rémois est inauguré le 13 juillet 1924 par Édouard Daladier, ministre des Colonies. Une fête militaire et sportive est organisée pour l'occasion au collège d’athlètes du parc Pommery (actuel parc de Champagne) avec un défilé de l'Armée coloniale dont 500 « exécutants indigènes ». Avant l'inauguration naquit une polémique sur le trop grand rôle reconnu aux troupes coloniales dans la défense de la ville. Ainsi le général Petit qui commandait la 134e division d'infanterie qui défendit également la ville refusa de participer à la cérémonie, estimant que la gloire d'avoir sauvé Reims avait été confisquée par l'armée coloniale.
Le monument jumeau de Bamako, inauguré le 3 janvier 1924, est toujours en place.

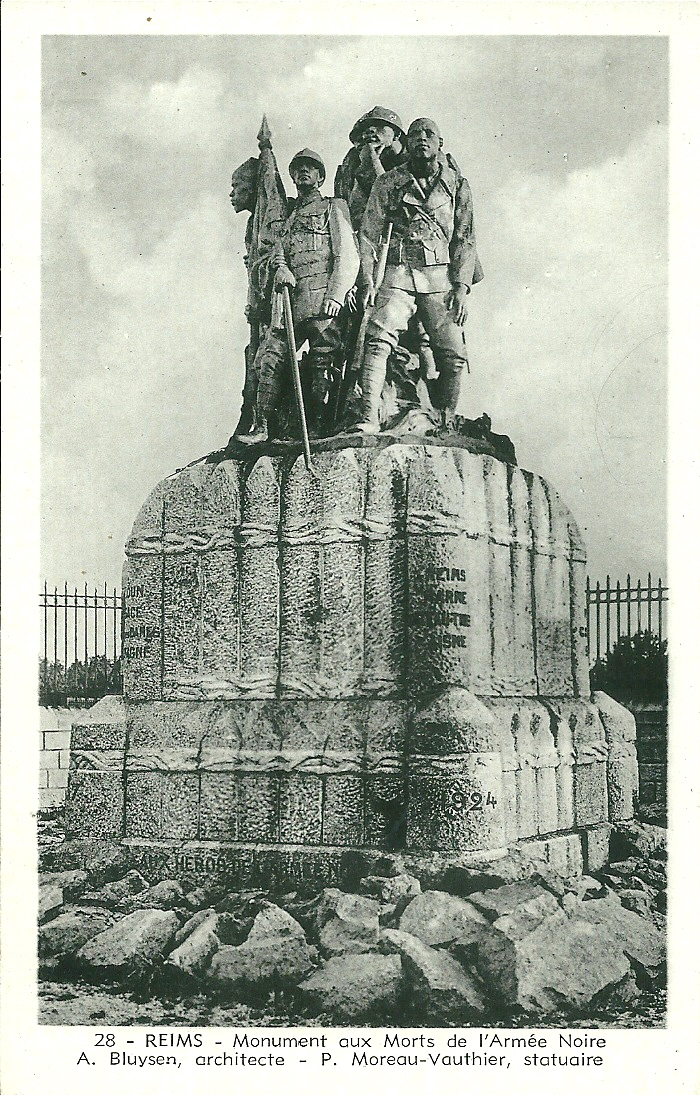
Paul Moreau-Vauthier, Monument aux héros de l'Armée noire (1924, détruit en 1940), Reims.
Monument jumeau de Bamako (1924), toujours en place.

## Destruction lors de l'Occupation (1940)

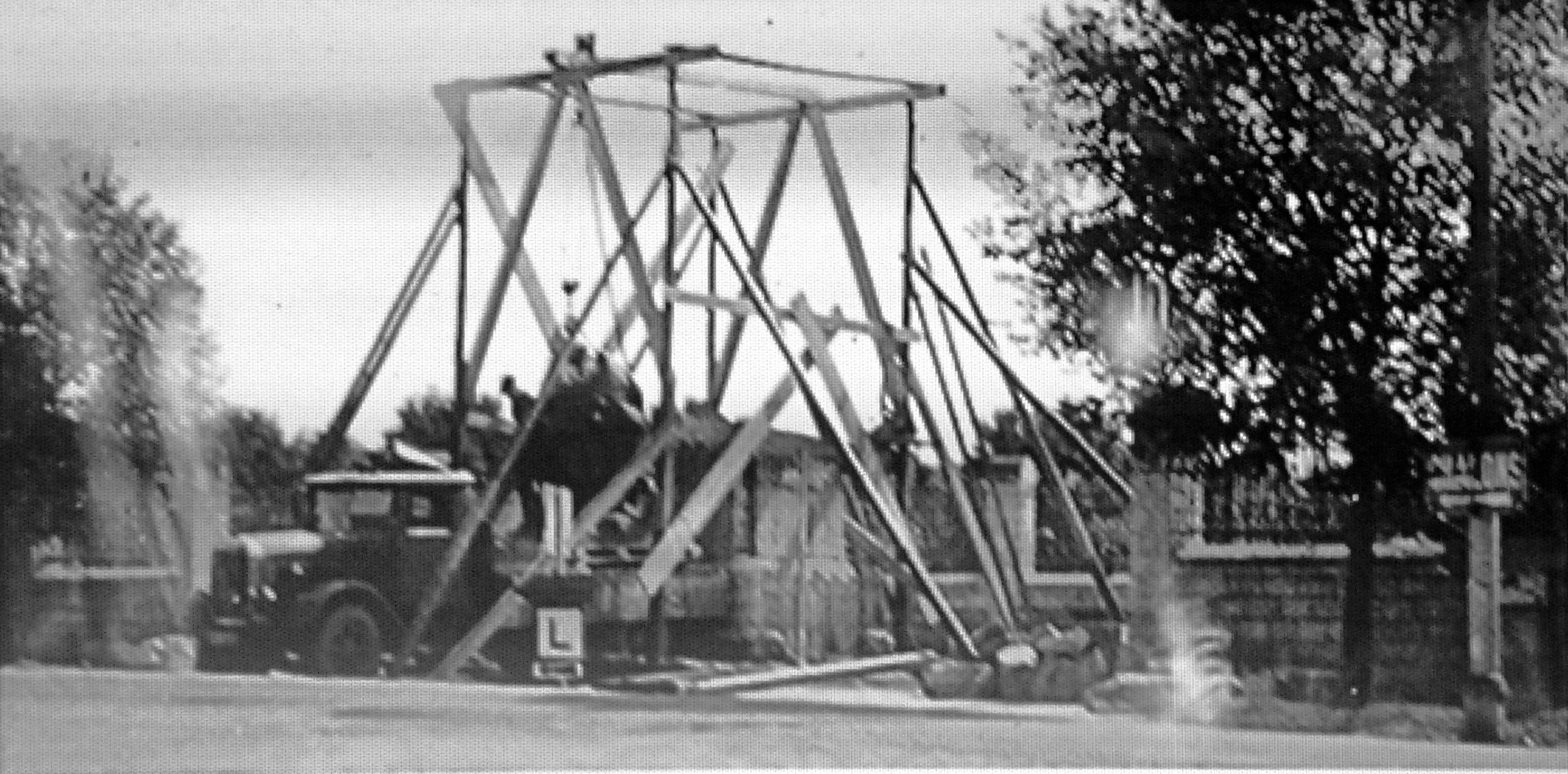
Démantèlement du monument en 1940.

En septembre 1940, le monument rémois considéré comme un symbole de la Honte noire est détruit par les Allemands — des fragments sont conservés au musée du fort de la Pompelle. Le bronze est chargé intact dans un wagon en gare de Reims et emmené pour une  destination inconnue. Il était peut-être destiné à une exposition allemande sur la « France dégénérée». Il a probablement été envoyé à la fonte pour en récupérer le métal.

## La stèle de 1958

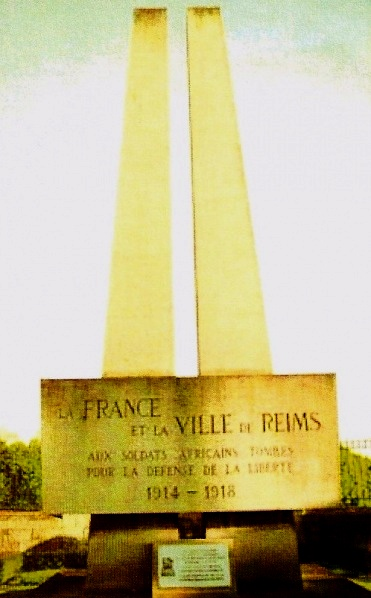
La monument de 1963 à la place de l'ancien monument de Reims.

Au milieu des années 1950, l'Amicale des anciens coloniaux et marins de Reims demande le soutien du gouverneur général de l'Afrique occidentale française pour reconstruire le monument.
La ville de Reims est partagée sur cette initiative, craignant de voir ressurgir la polémique parmi les anciens combattants des troupes coloniales et des troupes métropolitaines sur l'histoire de la défense de Reims. Le coût de plus de 400 000 francs pour une reconstruction identique au monument de Bamako apparaît élevé pour la commune.
Le 21 septembre 1958, une stèle en granit est inaugurée avec une simple inscription : « La Ville de Reims à ses défenseurs. Les troupes coloniales et les anciens combattants coloniaux à leurs morts ».

## Le monument de 1963
Dès l'année suivante, le maire de la ville, Jean Taittinger (élu en 1959), souhaite rebâtir le monument à l'identique et cherche alors à rassembler tous les documents permettant cette reconstruction. Mais le groupe original en plâtre et les études de Moreau-Vauthier ont disparu. Un comité du monument aux soldats d'outre-mer est créé qui lance une souscription pour compléter les 7 760 francs d'indemnités de dommages de guerre que la ville avait reçues pour l'ancien monument. Mais le style de celui-ci est jugé comme ne correspondant plus aux « données psychologiques » de l’époque. En effet, le monument d'origine représentant un groupe de soldats noirs derrière un officier blanc tenant le drapeau français, représentation traditionnelle à l'époque coloniale de la « force noire » mais qui évoquait trop le caractère colonialiste de l'emploi des troupes noires pendant la guerre. La période est également marquée par la guerre d'Algérie, dernier épisode de la décolonisation. Aussi la reconstitution de l'ancien monument est écartée au début des années 1960.
Un nouveau monument, choisi après un concours ouvert aux élèves de l'École régionale des beaux-arts et des arts appliqués, est l'œuvre de Jean-Marc Maya-Perez (mort en 2011). Il est constitué de deux obélisques blancs de 7 mètres de haut en pierre de taille d'Eurville, symbolisant l'essor, traversant à leur base un gros bloc rectangulaire d'une tonne, représentant la résistance de la ville. Sa construction est assurée par un entrepreneur local, aidé par les services municipaux de la ville.
Ce nouveau monument est inauguré le 6 octobre 1963 avec une plaque sur laquelle est écrit : « Ici fut érigé en 1924 un monument qui témoignait de la reconnaissance de la ville envers ses soldats africains qui défendirent la cité en 1918. L’occupant détruisit, par haine raciale le Monument aux Noirs en septembre 1940. Les anciens combattants ont tenu à ce que son souvenir demeure dans notre mémoire. »

## Le monument de 2013

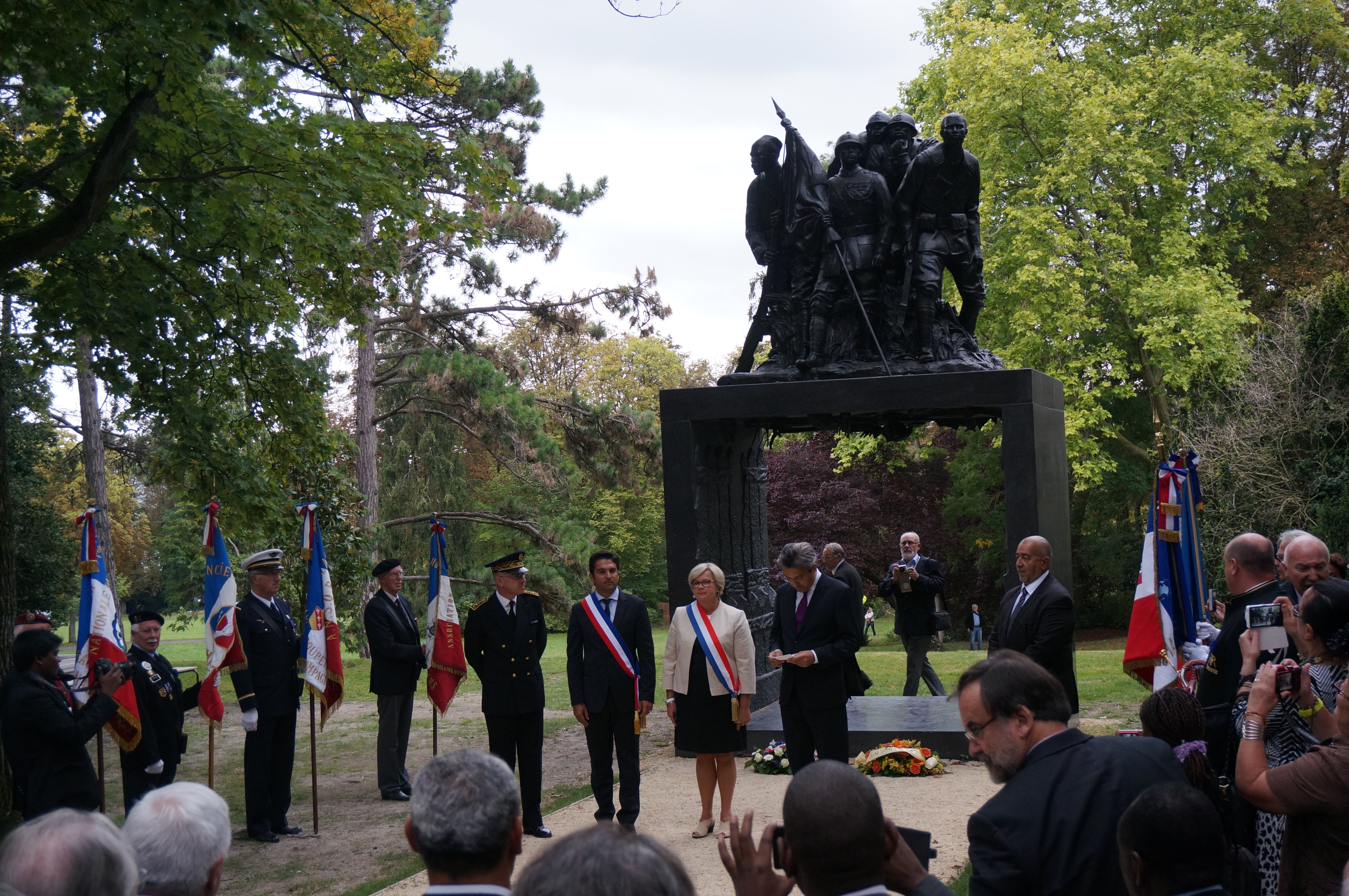
Monument aux héros de l'Armée noire (version de 2013) à Reims, parc de Champagne.

À l'approche du centenaire de la Première Guerre mondiale, l'idée de restituer le monument initial fut lancée. L'Association pour la mémoire de l'Armée noire (AMAN) lance en janvier 2009 le projet de reconstruction du monument de Paul Moreau-Vauthier. Lors de la première assemblée générale de l'association qui se tient à l'hôtel de ville de Reims, il est décidé d'intégrer au projet l'histoire du monument initial, ainsi que celle du monument de 1963, en rappelant les débats qu'avaient provoqués la construction de ces deux monuments et en donnant une dimension pédagogique à ce projet de reconstruction.
Le sculpteur-mouleur Jean-François Gavoty (né en 1957) a été choisi pour modeler une copie du groupe d'après le monument de Bamako, avec un nouveau piédestal de sa propre création.
La sculpture est composée du groupe en bronze des cinq tirailleurs mesurant 2 à 2,30 m, patiné en ton brun-noir pour reproduire le modèle historique. Il repose sur un piédestal en basalte en forme d'arche de 3 m de haut — reprenant la hauteur du piédestal du monument de Bamako —, supportant sur ces différentes faces l'histoire du monument, celle des tirailleurs durant la Grande Guerre et une analyse historique actuelle. Les faces verticales internes évoquent le piédestal original du monument, en forme de tata, dessiné par Auguste Bluysen. Le plafond de l'arche intègre des bas-reliefs en bronze créés par les étudiants de l’École supérieure d'art et de design de Reims et ceux du Conservatoire des arts de Bamako.
L'œuvre en bronze a été réalisée par Laurent INQUIMBERT et son équipe au sein de l'atelier960°, dans le var, avec la technique "à cire perdue" en moulage traditionnel. le bronze utilisé est un bronze d'art statuaire CUSN7.
L'abandon de la reproduction du piédestal original a créé une polémique. L'association pour la protection de l’œuvre des sculpteurs A. et P. Moreau-Vauthier créée en mars 2013, a ainsi estimé que le nouveau piédestal portait une atteinte notoire au droit moral de Paul Moreau-Vauthier et a saisi la justice, repoussant l'installation du monument, laquelle a finalement eu lieu le 8 novembre 2013 dans une clairière du parc de Champagne.
Le 6 novembre 2018, dans le cadre des célébrations du centenaire de l'armistice de 1918, le président français Emmanuel Macron et son homologue malien Ibrahim Boubacar Keïta président la cérémonie d'inauguration de ce monument.